# Tahar Djaout
Tahar Djaout (n. 11 ianuarie, 1954 - d. 2 iunie, 1993) a fost un jurnalist și poet de origine algeriană.